# 1890.
1890. je deseto desetletje v 19. stoletju med letoma 1890 in 1899. 